# Чемпіонат Нікарагуа з футболу
Чемпіонат Нікарагуа з футболу (ісп. La Liga Primera — Ліга Прімера — вищий дивізіон нікарагуанського футболу. За результатами змагання визначається чемпіон країни і представники Нікарагуа в Лізі чемпіонів КОНКАКАФ і Центральноамериканському кубку.

## Історія
Ліга Прімера була створена в 1933 році. Чемпіонат складається з двох частин, Апертура (з серпня по листопад) і Клаусура (з січня по травень). Після закінчення регулярного сезону починається раунд плей-оф між четвіркою кращих команд чемпіонату, який складається з двоматчевого півфіналу (вдома/на виїзді) та фінального матчу. Після закінчення чемпіонату остання команда зведеної таблиці обох частин сезону вилітає до Сегунди, а також команда, яка програла плей-оф команд 8-го і 9-го місця.

## Список чемпіонів
- 1933 — Алас (Манагуа)
- 1934 — Атлетіко (Манагуа)
- 1935−38 — не проводився
- 1939 — Лідо
- 1940 — Діріанген
- 1941 — Діріанген
- 1942 — Діріанген
- 1943 — Діріанген
- 1944 — Діріанген
- 1945 — Діріанген
- 1946 — Ферро Карріль (Манагуа)
- 1947 — Колехіо
- 1948 — Ферро Карріль (Манагуа)
- 1949 — Діріанген
- 1950 — Адуана
- 1951 — Адуана
- 1952 — не проводився
- 1953 — Діріанген
- 1954 — Ла-Салле
- 1955 — Адуана
- 1956 — Діріанген
- 1957 — не проводився
- 1958 — Атлетіко
- 1959 — Діріанген
- 1960 — Ла Ніка
- 1961 — Депортіво Санта Сесілія
- 1962−64 — не проводився
- 1965 — Депортіво Санта Сесілія
- 1966 — Флор де Канья
- 1967 — Флор де Канья
- 1968 — Універсідад Сентроамерікана
- 1969 — Діріанген
- 1970 — Діріанген
- 1971 — Депортіво Санта Сесілія
- 1972 — Депортіво Санта Сесілія
- 1973 — Депортіво Санта Сесілія
- 1974 — Діріанген
- 1975 — Універсідад Сентроамерікана
- 1976 — Універсідад Сентроамерікана
- 1977 — Універсідад Сентроамерікана
- 1978−79 — не проводився
- 1980 — Буфалос
- 1981 — Діріанген
- 1982 — Діріанген
- 1983 — Діріанген
- 1984 — Депортіво Масая
- 1985 — Амеріка (Манагуа)
- 1986 — Депортіво Масая
- 1987 — Діріанген
- 1988 — Амеріка (Манагуа)
- 1989 — Діріанген
- 1990 — Амеріка (Манагуа)
- 1991 — Реал Естелі
- 1992 — Діріанген
- 1993 — Ювентус (Манагуа)
- 1994 — Ювентус (Манагуа)
- 1994−95 — Діріанген
- 1995−96 — Діріанген
- 1996−97 — Діріанген
- 1997−98 — Вальтер Ферретті
- 1998−99 — Реал Естелі
- 1999−00 — Діріанген
- 2000−01 — Вальтер Ферретті
- 2001−02 — Депортіво Халапа
- 2002−03 — Реал Естелі
- 2003−04 — Реал Естелі
- 2004−05 — Діріанген
- 2005−06 — Діріанген
- 2006−07 — Реал Естелі
- 2007–08 — Реал Естелі
- 2008–09 — Реал Естелі
- 2009–10 — Реал Естелі
- 2010–11 — Реал Естелі
- 2011–12 — Реал Естелі
- 2012–13 — Реал Естелі
- 2013–14 — Реал Естелі
- 2014–15 — Вальтер Ферретті
- 2015–16 — Реал Естелі
- 2016–17 — Реал Естелі
- 2017 Апертура — Вальтер Ферретті
- 2018 Клаусура — Діріанген
- 2018 Апертура — Манагуа
- 2019 Клаусура — Реал Естелі
- 2019 Апертура — Реал Естелі
- 2020 Клаусура — Реал Естелі
- 2020 Апертура — Реал Естелі
- 2021 Клаусура — Діріанген
- 2021 Апертура — Діріанген
- 2022 Клаусура — Діріанген
- 2022 Апертура — Реал Естелі
- 2023 Клаусура — Реал Естелі
- 2023 Апертура — Діріанген
- 2024 Клаусура — Діріанген
- 2024 Апертура — Діріанген